# Опочецкий район
Опо́чецкий райо́н — административно-территориальная единица (район) и муниципальное образование (муниципальный район) на юго-западе Псковской области России.
Административный центр — город Опочка.

## География
Опочецкий район расположен в юго-западной части области и занимает площадь в 2029 км².
Граничит на северо-востоке с Пушкиногорским и Новоржевским районами, на юго-востоке — с Бежаницким и Пустошкинским районами, на юго-западе — с Себежским районом, на северо-западе — с Красногородским районом.
Основные реки — Великая, Исса.

## Население
| 1959    | 1970    | 1979    | 1989    | 2002    | 2009    | 2010    | 2011    | 2012    |
| ------- | ------- | ------- | ------- | ------- | ------- | ------- | ------- | ------- |
| 42 685  | ↘35 165 | ↘31 491 | ↘29 002 | ↘23 973 | ↘21 141 | ↘18 673 | ↘18 556 | ↘18 153 |
| 2013    | 2014    | 2015    | 2016    | 2017    | 2018    | 2019    | 2020    | 2021    |
| ↘17 444 | ↘17 012 | ↘16 960 | ↘16 902 | ↘16 697 | ↘16 434 | ↘15 990 | ↘15 495 | ↗15 692 |
| 2023    |         |         |         |         |         |         |         |         |
| ↘15 063 |         |         |         |         |         |         |         |         |

По состоянию на 1 января 2021 года из 15063 жителей района в городских условиях (в городе Опочка) проживают 65,91 % населения района (или 9928 человек), в сельских — 34,09 % или 5135 человек.
По данным переписи населения 2010 года численность населения района составляла 18673 человека, в том числе 11603 городских жителя (62,14 % от общего населения) и 7070 сельских жителей (37,86 %).

### Национальный состав
По итогам переписи населения 2020 года проживали следующие национальности (национальности менее 0,1 % и другое, см. в сноске к строке «Другие»):
| Национальность | Численность, чел. | Доля     |
| -------------- | ----------------- | -------- |
| Русские        | 14 844            | 94,60 %  |
| Цыгане         | 189               | 1,20 %   |
| Украинцы       | 94                | 0,60 %   |
| Белорусы       | 76                | 0,48 %   |
| Чеченцы        | 50                | 0,32 %   |
| Армяне         | 27                | 0,17 %   |
| Таджики        | 23                | 0,15 %   |
| Азербайджанцы  | 17                | 0,11 %   |
| Другие         | 372               | 2,37 %   |
| Итого          | 15 692            | 100,00 % |

## Населённые пункты
По переписи 2002 года в районе всего насчитывалось 519 сельских населённых пунктов, из которых в 79 деревнях население отсутствовало, в 148 деревнях и сёлах жило от 1 до 5 человек, в 86 — от 6 до 10 человек, в 125 — от 11 до 25 человек, в 45 — от 26 до 50 человек, в 17 — от 51 до 100 человек, в 12 — от 101 до 200 человек и в 7 — от 201 до 500 человек.
По переписи 2010 года на территории района было расположено 518 сельских населённых пунктов, из которых в 150 деревнях население отсутствовало, в 154 деревнях жило от 1 до 5 человек, в 79 — от 6 до 10 человек, в 76 — от 11 до 25 человек, в 31 — от 26 до 50 человек, в 14 — от 51 до 100 человек, в 8 — от 101 до 200 человек и в 6 — от 201 до 500 человек.
На данный момент в состав района входят 520 населённых пунктов:
| №   | Населённый пункт | Тип     | Население | Муниципальное образование |
| --- | ---------------- | ------- | --------- | ------------------------- |
| 1   | Опочка           | город   | 9928      | Опочка                    |
| 2   | Абаканы          | деревня | 5         | Глубоковская волость      |
| 3   | Абросимово       | деревня | 3         | Глубоковская волость      |
| 4   | Авденково        | деревня | 0         | Глубоковская волость      |
| 5   | Авинищи          | деревня | 2         | Глубоковская волость      |
| 6   | Авсейково        | деревня | 1         | Глубоковская волость      |
| 7   | Агафонково       | деревня | 6         | Глубоковская волость      |
| 8   | Агурьево         | деревня | 5         | Глубоковская волость      |
| 9   | Алексино         | деревня | 6         | Глубоковская волость      |
| 10  | Алино            | деревня | 2         | Глубоковская волость      |
| 11  | Алтово           | деревня | 17        | Варыгинская волость       |
| 12  | Антоново         | деревня | 24        | Варыгинская волость       |
| 13  | Анченки          | деревня | 18        | Пригородная волость       |
| 14  | Апанасково       | деревня | 2         | Глубоковская волость      |
| 15  | Апимахи          | деревня | 14        | Глубоковская волость      |
| 16  | Арапы            | деревня | 11        | Пригородная волость       |
| 17  | Аристово         | деревня | 131       | Глубоковская волость      |
| 18  | Артюхи           | деревня | 0         | Пригородная волость       |
| 19  | Артюхово         | деревня | 2         | Глубоковская волость      |
| 20  | Астахново        | деревня | 14        | Пригородная волость       |
| 21  | Асташево         | деревня | 0         | Глубоковская волость      |
| 22  | Атаиха           | деревня | 0         | Болгатовская волость      |
| 23  | Бабеево          | деревня | 0         | Болгатовская волость      |
| 24  | Бабенцы          | деревня | 3         | Варыгинская волость       |
| 25  | Бабенцы          | деревня | 11        | Глубоковская волость      |
| 26  | Бабинино         | деревня | 13        | Глубоковская волость      |
| 27  | Бабкино          | деревня | 6         | Глубоковская волость      |
| 28  | Балахи           | деревня | 79        | Глубоковская волость      |
| 29  | Балаши           | деревня | 16        | Варыгинская волость       |
| 30  | Балохонцево      | деревня | 2         | Глубоковская волость      |
| 31  | Бальтино         | деревня | 1         | Пригородная волость       |
| 32  | Барабаны         | деревня | 36        | Варыгинская волость       |
| 33  | Барканы          | деревня | 0         | Глубоковская волость      |
| 34  | Барсаново        | деревня | 147       | Варыгинская волость       |
| 35  | Барсуки          | деревня | 2         | Болгатовская волость      |
| 36  | Баталово         | деревня | 1         | Глубоковская волость      |
| 37  | Бахарево         | деревня | 0         | Пригородная волость       |
| 38  | Бездедово        | деревня | 100       | Болгатовская волость      |
| 39  | Белавино         | деревня | 16        | Болгатовская волость      |
| 40  | Белки            | деревня | 103       | Варыгинская волость       |
| 41  | Беломуты         | деревня | 6         | Глубоковская волость      |
| 42  | Белоусово        | деревня | 10        | Пригородная волость       |
| 43  | Белоусы          | деревня | 11        | Варыгинская волость       |
| 44  | Белохребтово     | деревня | 0         | Глубоковская волость      |
| 45  | Бешенкино        | деревня | 0         | Болгатовская волость      |
| 46  | Бобяки           | деревня | 0         | Глубоковская волость      |
| 47  | Богданцево       | деревня | 0         | Глубоковская волость      |
| 48  | Богры            | деревня | 1         | Глубоковская волость      |
| 49  | Болгатово        | деревня | 245       | Болгатовская волость      |
| 50  | Болдино          | деревня | 6         | Болгатовская волость      |
| 51  | Болдино          | деревня | 0         | Глубоковская волость      |
| 52  | Болотово         | деревня | 2         | Варыгинская волость       |
| 53  | Большие Рогатки  | деревня | 53        | Варыгинская волость       |
| 54  | Бор              | деревня | 0         | Болгатовская волость      |
| 55  | Борисово         | деревня | 2         | Болгатовская волость      |
| 56  | Боровки          | деревня | 7         | Глубоковская волость      |
| 57  | Бородино         | деревня | 2         | Варыгинская волость       |
| 58  | Бороусово        | деревня | 15        | Болгатовская волость      |
| 59  | Бочкари          | деревня | 2         | Глубоковская волость      |
| 60  | Боярщино         | деревня | 10        | Глубоковская волость      |
| 61  | Броды            | деревня | 50        | Варыгинская волость       |
| 62  | Брюшково         | деревня | 0         | Пригородная волость       |
| 63  | Букино           | деревня | 7         | Глубоковская волость      |
| 64  | Буколово         | деревня | 36        | Глубоковская волость      |
| 65  | Булыги           | деревня | 0         | Пригородная волость       |
| 66  | Бурлово          | деревня | 14        | Болгатовская волость      |
| 67  | Быково           | деревня | 0         | Болгатовская волость      |
| 68  | Бындино          | деревня | 0         | Болгатовская волость      |
| 69  | Быстрино         | деревня | 4         | Глубоковская волость      |
| 70  | Вальково         | деревня | 6         | Болгатовская волость      |
| 71  | Варыгино         | деревня | 151       | Варыгинская волость       |
| 72  | Васьково         | деревня | 4         | Пригородная волость       |
| 73  | Вашково          | деревня | 0         | Варыгинская волость       |
| 74  | Вдовишино        | деревня | 2         | Пригородная волость       |
| 75  | Ведерниково      | деревня | 1         | Глубоковская волость      |
| 76  | Вельица          | деревня | 7         | Глубоковская волость      |
| 77  | Вересенец        | деревня | 7         | Пригородная волость       |
| 78  | Веришино         | деревня | 0         | Глубоковская волость      |
| 79  | Верхние Дупли    | деревня | 22        | Болгатовская волость      |
| 80  | Верховина        | деревня | 1         | Болгатовская волость      |
| 81  | Визги            | деревня | 0         | Варыгинская волость       |
| 82  | Виры             | деревня | 13        | Пригородная волость       |
| 83  | Виселки          | деревня | 9         | Пригородная волость       |
| 84  | Вишневатка       | деревня | 0         | Глубоковская волость      |
| 85  | Власово          | деревня | 2         | Пригородная волость       |
| 86  | Водобег          | деревня | 8         | Глубоковская волость      |
| 87  | Волково          | деревня | 11        | Болгатовская волость      |
| 88  | Волково          | деревня | 17        | Варыгинская волость       |
| 89  | Волково          | деревня | 24        | Глубоковская волость      |
| 90  | Волково          | деревня | 0         | Пригородная волость       |
| 91  | Волоково         | деревня | 2         | Глубоковская волость      |
| 92  | Воронино         | деревня | 21        | Глубоковская волость      |
| 93  | Вороново         | деревня | 0         | Глубоковская волость      |
| 94  | Воротово         | деревня | 3         | Глубоковская волость      |
| 95  | Вошково          | деревня | 0         | Пригородная волость       |
| 96  | Вындино          | деревня | 3         | Глубоковская волость      |
| 97  | Высокая Гора     | деревня | 0         | Болгатовская волость      |
| 98  | Высокое          | деревня | 81        | Глубоковская волость      |
| 99  | Высоцкое         | деревня | 8         | Болгатовская волость      |
| 100 | Гаврово          | деревня | 14        | Пригородная волость       |
| 101 | Галуха           | деревня | 12        | Пригородная волость       |
| 102 | Гарусово         | деревня | 5         | Глубоковская волость      |
| 103 | Глазаново        | деревня | 24        | Варыгинская волость       |
| 104 | Глазово          | деревня | 0         | Болгатовская волость      |
| 105 | Глистенец        | деревня | 3         | Глубоковская волость      |
| 106 | Глубокое         | деревня | 309       | Глубоковская волость      |
| 107 | Глушнево         | деревня | 1         | Болгатовская волость      |
| 108 | Глушнево         | деревня | 19        | Глубоковская волость      |
| 109 | Гнидино          | деревня | 41        | Пригородная волость       |
| 110 | Гнилки           | деревня | 1         | Варыгинская волость       |
| 111 | Гнутики          | деревня | 0         | Болгатовская волость      |
| 112 | Голованово       | деревня | 0         | Болгатовская волость      |
| 113 | Голованово       | деревня | 6         | Глубоковская волость      |
| 114 | Голощапы         | деревня | 82        | Варыгинская волость       |
| 115 | Голубово         | деревня | 1         | Глубоковская волость      |
| 116 | Голубы           | деревня | 0         | Варыгинская волость       |
| 117 | Горбовка         | деревня | 0         | Пригородная волость       |
| 118 | Горбово          | деревня | 0         | Болгатовская волость      |
| 119 | Горбово          | деревня | 27        | Пригородная волость       |
| 120 | Горелая Будка    | деревня | 0         | Глубоковская волость      |
| 121 | Горки            | деревня | 14        | Варыгинская волость       |
| 122 | Горохово         | деревня | 4         | Варыгинская волость       |
| 123 | Горушка          | деревня | 0         | Пригородная волость       |
| 124 | Горячево         | деревня | 12        | Болгатовская волость      |
| 125 | Гребени          | деревня | 0         | Глубоковская волость      |
| 126 | Гребени          | деревня | 151       | Пригородная волость       |
| 127 | Гребешино        | деревня | 1         | Пригородная волость       |
| 128 | Гречухи          | деревня | 3         | Глубоковская волость      |
| 129 | Гривы            | деревня | 50        | Глубоковская волость      |
| 130 | Григорино        | деревня | 4         | Глубоковская волость      |
| 131 | Грихново         | деревня | 1         | Глубоковская волость      |
| 132 | Гришино          | деревня | 3         | Пригородная волость       |
| 133 | Гужово           | деревня | 15        | Глубоковская волость      |
| 134 | Дед-Кабак        | деревня | 0         | Варыгинская волость       |
| 135 | Дерганово        | деревня | 1         | Глубоковская волость      |
| 136 | Деревеньки       | деревня | 16        | Глубоковская волость      |
| 137 | Деяны            | деревня | 44        | Глубоковская волость      |
| 138 | Дикушино         | деревня | 10        | Пригородная волость       |
| 139 | Домнино          | деревня | 1         | Глубоковская волость      |
| 140 | Дорошово         | деревня | 0         | Глубоковская волость      |
| 141 | Дреча            | деревня | 6         | Пригородная волость       |
| 142 | Дроздково        | деревня | 7         | Глубоковская волость      |
| 143 | Дудино           | деревня | 2         | Болгатовская волость      |
| 144 | Духново          | деревня | 240       | Болгатовская волость      |
| 145 | Екимово          | деревня | 5         | Глубоковская волость      |
| 146 | Екимцево         | деревня | 1         | Пригородная волость       |
| 147 | Елдино           | деревня | 4         | Глубоковская волость      |
| 148 | Елдино           | деревня | 20        | Глубоковская волость      |
| 149 | Еловка           | деревня | 6         | Глубоковская волость      |
| 150 | Ермолово         | деревня | 0         | Пригородная волость       |
| 151 | Есенники         | деревня | 11        | Глубоковская волость      |
| 152 | Есипово          | деревня | 0         | Варыгинская волость       |
| 153 | Жадро            | деревня | 1         | Глубоковская волость      |
| 154 | Жарки            | деревня | 5         | Варыгинская волость       |
| 155 | Жгуново          | деревня | 1         | Глубоковская волость      |
| 156 | Жевлаки          | деревня | 25        | Пригородная волость       |
| 157 | Жеги             | деревня | 3         | Глубоковская волость      |
| 158 | Жуково           | деревня | 7         | Пригородная волость       |
| 159 | Заборье          | деревня | 0         | Болгатовская волость      |
| 160 | Заверняйка       | деревня | 59        | Пригородная волость       |
| 161 | Заводы           | деревня | 6         | Варыгинская волость       |
| 162 | Загарье          | деревня | 1         | Пригородная волость       |
| 163 | Загребица        | деревня | 1         | Варыгинская волость       |
| 164 | Залоги           | деревня | 12        | Пригородная волость       |
| 165 | Заноги           | деревня | 6         | Глубоковская волость      |
| 166 | Запеклево        | деревня | 54        | Пригородная волость       |
| 167 | Захново          | деревня | 5         | Варыгинская волость       |
| 168 | Звоны            | деревня | 61        | Глубоковская волость      |
| 169 | Звягино          | деревня | 57        | Пригородная волость       |
| 170 | Зенки            | деревня | 0         | Варыгинская волость       |
| 171 | Зехново          | деревня | 1         | Глубоковская волость      |
| 172 | Зубово           | деревня | 0         | Болгатовская волость      |
| 173 | Зуёво            | деревня | 0         | Варыгинская волость       |
| 174 | Зуйково          | деревня | 6         | Глубоковская волость      |
| 175 | Зуйково          | деревня | 0         | Глубоковская волость      |
| 176 | Зуица            | деревня | 0         | Варыгинская волость       |
| 177 | Зябки            | деревня | 12        | Глубоковская волость      |
| 178 | Иванково         | деревня | 0         | Глубоковская волость      |
| 179 | Иванцево         | деревня | 1         | Глубоковская волость      |
| 180 | Изгожье          | деревня | 0         | Болгатовская волость      |
| 181 | Ильмова Гора     | деревня | 2         | Варыгинская волость       |
| 182 | Исаки            | деревня | 21        | Пригородная волость       |
| 183 | Искорки          | деревня | 2         | Болгатовская волость      |
| 184 | Кадниково        | деревня | 10        | Варыгинская волость       |
| 185 | Казихи           | деревня | 4         | Глубоковская волость      |
| 186 | Каленидово       | деревня | 13        | Глубоковская волость      |
| 187 | Калошино         | деревня | 6         | Глубоковская волость      |
| 188 | Каменка          | деревня | 0         | Варыгинская волость       |
| 189 | Каменка          | деревня | 0         | Пригородная волость       |
| 190 | Камено           | деревня | 38        | Глубоковская волость      |
| 191 | Кареселка        | деревня | 0         | Пригородная волость       |
| 192 | Карпово          | деревня | 33        | Пригородная волость       |
| 193 | Карташи          | деревня | 1         | Варыгинская волость       |
| 194 | Карузы           | деревня | 5         | Варыгинская волость       |
| 195 | Карчуги          | деревня | 0         | Болгатовская волость      |
| 196 | Катково          | деревня | 27        | Глубоковская волость      |
| 197 | Кахново          | деревня | 6         | Глубоковская волость      |
| 198 | Кирово           | деревня | 10        | Варыгинская волость       |
| 199 | Киселево         | деревня | 0         | Глубоковская волость      |
| 200 | Кисельково       | деревня | 0         | Глубоковская волость      |
| 201 | Кисляки          | деревня | 9         | Глубоковская волость      |
| 202 | Китово           | деревня | 0         | Глубоковская волость      |
| 203 | Кишкино          | деревня | 17        | Пригородная волость       |
| 204 | Клёвы            | деревня | 0         | Глубоковская волость      |
| 205 | Клюкино          | деревня | 6         | Варыгинская волость       |
| 206 | Клюкино          | деревня | 6         | Варыгинская волость       |
| 207 | Ключки           | деревня | 0         | Пригородная волость       |
| 208 | Князи            | деревня | 0         | Варыгинская волость       |
| 209 | Кобылкино        | деревня | 0         | Глубоковская волость      |
| 210 | Кобылья Гора     | деревня | 6         | Глубоковская волость      |
| 211 | Ковыряево        | деревня | 0         | Пригородная волость       |
| 212 | Козино           | деревня | 1         | Болгатовская волость      |
| 213 | Козлихино        | деревня | 3         | Глубоковская волость      |
| 214 | Козлово          | деревня | 0         | Глубоковская волость      |
| 215 | Козырёво         | деревня | 4         | Варыгинская волость       |
| 216 | Колкишкино       | деревня | 0         | Болгатовская волость      |
| 217 | Комиссары        | деревня | 4         | Глубоковская волость      |
| 218 | Кониново         | деревня | 0         | Глубоковская волость      |
| 219 | Кониново         | деревня | 0         | Пригородная волость       |
| 220 | Коношково        | деревня | 3         | Варыгинская волость       |
| 221 | Копотиловка      | деревня | 24        | Пригородная волость       |
| 222 | Коптево          | деревня | 2         | Болгатовская волость      |
| 223 | Корни            | деревня | 3         | Глубоковская волость      |
| 224 | Коровкино        | деревня | 1         | Глубоковская волость      |
| 225 | Коровкино        | деревня | 13        | Варыгинская волость       |
| 226 | Косилово         | деревня | 9         | Глубоковская волость      |
| 227 | Костелево        | деревня | 5         | Варыгинская волость       |
| 228 | Костково         | деревня | 0         | Пригородная волость       |
| 229 | Кострово         | деревня | 0         | Варыгинская волость       |
| 230 | Котово           | деревня | 17        | Глубоковская волость      |
| 231 | Кочаново         | деревня | 0         | Болгатовская волость      |
| 232 | Кошкино          | деревня | 18        | Болгатовская волость      |
| 233 | Крайнево         | деревня | 19        | Пригородная волость       |
| 234 | Красихино        | деревня | 1         | Глубоковская волость      |
| 235 | Красково         | деревня | 4         | Глубоковская волость      |
| 236 | Кренево          | деревня | 13        | Пригородная волость       |
| 237 | Кротово          | деревня | 2         | Болгатовская волость      |
| 238 | Крулихино        | деревня | 68        | Болгатовская волость      |
| 239 | Крушинино        | деревня | 6         | Глубоковская волость      |
| 240 | Крымы            | деревня | 10        | Болгатовская волость      |
| 241 | Куденково        | деревня | 10        | Болгатовская волость      |
| 242 | Куденково        | деревня | 2         | Глубоковская волость      |
| 243 | Кудеремцы        | деревня | 1         | Болгатовская волость      |
| 244 | Кудка            | деревня | 4         | Пригородная волость       |
| 245 | Кузнечково       | деревня | 0         | Варыгинская волость       |
| 246 | Кузнечково       | деревня | 0         | Пригородная волость       |
| 247 | Кульбино         | деревня | 0         | Глубоковская волость      |
| 248 | Кунино           | деревня | 12        | Болгатовская волость      |
| 249 | Курочкино        | деревня | 7         | Болгатовская волость      |
| 250 | Кухново          | деревня | 4         | Глубоковская волость      |
| 251 | Лаврихино        | деревня | 0         | Глубоковская волость      |
| 252 | Ладыгино         | деревня | 1         | Глубоковская волость      |
| 253 | Ладыгино         | деревня | 25        | Пригородная волость       |
| 254 | Лапино           | деревня | 0         | Глубоковская волость      |
| 255 | Лаптево          | деревня | 87        | Болгатовская волость      |
| 256 | Лаптево          | деревня | 0         | Пригородная волость       |
| 257 | Ласткино         | деревня | 1         | Пригородная волость       |
| 258 | Лахово           | деревня | 6         | Болгатовская волость      |
| 259 | Лашутино         | деревня | 9         | Глубоковская волость      |
| 260 | Лебединец        | деревня | 10        | Болгатовская волость      |
| 261 | Ледово           | деревня | 39        | Глубоковская волость      |
| 262 | Лежовка          | деревня | 0         | Глубоковская волость      |
| 263 | Лемешиха         | деревня | 0         | Пригородная волость       |
| 264 | Леоново          | деревня | 0         | Варыгинская волость       |
| 265 | Лёхово           | деревня | 1         | Болгатовская волость      |
| 266 | Либивцово        | деревня | 4         | Болгатовская волость      |
| 267 | Линёво           | деревня | 0         | Болгатовская волость      |
| 268 | Липица           | деревня | 2         | Пригородная волость       |
| 269 | Липовец          | деревня | 16        | Болгатовская волость      |
| 270 | Лисино           | деревня | 9         | Болгатовская волость      |
| 271 | Лиственка        | деревня | 2         | Пригородная волость       |
| 272 | Литвиново        | деревня | 0         | Варыгинская волость       |
| 273 | Литвиново        | деревня | 12        | Пригородная волость       |
| 274 | Лихово           | деревня | 1         | Болгатовская волость      |
| 275 | Лобово           | деревня | 105       | Глубоковская волость      |
| 276 | Лотовицы         | деревня | 3         | Варыгинская волость       |
| 277 | Лужи             | деревня | 0         | Глубоковская волость      |
| 278 | Лужицы           | деревня | 12        | Глубоковская волость      |
| 279 | Лукина Гора      | деревня | 0         | Варыгинская волость       |
| 280 | Лущилы           | деревня | 2         | Варыгинская волость       |
| 281 | Лышница          | деревня | 0         | Пригородная волость       |
| 282 | Люцково          | деревня | 11        | Варыгинская волость       |
| 283 | Ляпуны           | деревня | 96        | Пригородная волость       |
| 284 | Ляти             | деревня | 0         | Глубоковская волость      |
| 285 | Маврино          | деревня | 9         | Глубоковская волость      |
| 286 | Майзелово        | деревня | 0         | Пригородная волость       |
| 287 | Максимиха        | деревня | 16        | Варыгинская волость       |
| 288 | Максимцево       | деревня | 5         | Глубоковская волость      |
| 289 | Макушино         | деревня | 238       | Пригородная волость       |
| 290 | Малые Рогатки    | деревня | 3         | Варыгинская волость       |
| 291 | Манушкино        | деревня | 1         | Пригородная волость       |
| 292 | Марково          | деревня | 2         | Глубоковская волость      |
| 293 | Мартиново        | деревня | 72        | Глубоковская волость      |
| 294 | Мартиново        | деревня | 0         | Пригородная волость       |
| 295 | Марфино          | деревня | 6         | Варыгинская волость       |
| 296 | Марьино          | деревня | 0         | Пригородная волость       |
| 297 | Маслово          | деревня | 3         | Варыгинская волость       |
| 298 | Маслово          | деревня | 8         | Глубоковская волость      |
| 299 | Матвеево         | деревня | 0         | Пригородная волость       |
| 300 | Матюши           | деревня | 9         | Пригородная волость       |
| 301 | Матюшкино        | деревня | 116       | Варыгинская волость       |
| 302 | Махново          | деревня | 0         | Глубоковская волость      |
| 303 | Машуры           | деревня | 0         | Пригородная волость       |
| 304 | Медведица        | деревня | 0         | Болгатовская волость      |
| 305 | Меленка          | деревня | 5         | Глубоковская волость      |
| 306 | Мелехово         | деревня | 0         | Пригородная волость       |
| 307 | Меньшиково       | деревня | 0         | Пригородная волость       |
| 308 | Мироеды          | деревня | 6         | Пригородная волость       |
| 309 | Михалкино        | деревня | 4         | Болгатовская волость      |
| 310 | Михейково        | деревня | 8         | Пригородная волость       |
| 311 | Мишнево          | деревня | 0         | Пригородная волость       |
| 312 | Молоково         | деревня | 29        | Варыгинская волость       |
| 313 | Мололово         | деревня | 28        | Пригородная волость       |
| 314 | Момоново         | деревня | 8         | Пригородная волость       |
| 315 | Морозово         | деревня | 15        | Варыгинская волость       |
| 316 | Мостищи          | деревня | 25        | Глубоковская волость      |
| 317 | Мочалково        | деревня | 4         | Глубоковская волость      |
| 318 | Мощеново         | деревня | 23        | Пригородная волость       |
| 319 | Мызгайлово       | деревня | 1         | Глубоковская волость      |
| 320 | Мызники          | деревня | 3         | Глубоковская волость      |
| 321 | Мышенькино       | деревня | 10        | Глубоковская волость      |
| 322 | Мышино           | деревня | 17        | Болгатовская волость      |
| 323 | Мякишево         | деревня | 10        | Глубоковская волость      |
| 324 | Мялово           | деревня | 29        | Пригородная волость       |
| 325 | Наклы            | деревня | 0         | Глубоковская волость      |
| 326 | Недосеки         | деревня | 1         | Глубоковская волость      |
| 327 | Нестерово        | деревня | 3         | Глубоковская волость      |
| 328 | Нечистово        | деревня | 4         | Глубоковская волость      |
| 329 | Нижние Дупли     | деревня | 12        | Болгатовская волость      |
| 330 | Ниченкино        | деревня | 2         | Варыгинская волость       |
| 331 | Новины           | деревня | 0         | Глубоковская волость      |
| 332 | Новоселье        | деревня | 9         | Пригородная волость       |
| 333 | Норкино          | деревня | 139       | Глубоковская волость      |
| 334 | Огурцово         | деревня | 0         | Пригородная волость       |
| 335 | Олисово          | деревня | 0         | Болгатовская волость      |
| 336 | Орехово          | деревня | 2         | Болгатовская волость      |
| 337 | Орлово-1         | деревня | 7         | Пригородная волость       |
| 338 | Орлово-2         | деревня | 2         | Пригородная волость       |
| 339 | Ошестки          | деревня | 0         | Глубоковская волость      |
| 340 | Павлихино        | деревня | 7         | Пригородная волость       |
| 341 | Паниковец        | деревня | 0         | Болгатовская волость      |
| 342 | Панино           | деревня | 0         | Глубоковская волость      |
| 343 | Паново           | деревня | 25        | Глубоковская волость      |
| 344 | Панцерново       | деревня | 9         | Пригородная волость       |
| 345 | Панютино         | деревня | 4         | Глубоковская волость      |
| 346 | Пашкино          | деревня | 70        | Пригородная волость       |
| 347 | Пелагеено        | деревня | 2         | Болгатовская волость      |
| 348 | Перхово          | деревня | 0         | Глубоковская волость      |
| 349 | Песчивка         | деревня | 301       | Пригородная волость       |
| 350 | Петровское       | деревня | 494       | Пригородная волость       |
| 351 | Печурино         | деревня | 2         | Болгатовская волость      |
| 352 | Пикали           | деревня | 11        | Пригородная волость       |
| 353 | Платоны          | деревня | 1         | Глубоковская волость      |
| 354 | Погорельцево     | деревня | 1         | Глубоковская волость      |
| 355 | Погорельцево     | деревня | 11        | Пригородная волость       |
| 356 | Подгорье         | деревня | 1         | Глубоковская волость      |
| 357 | Подельно         | деревня | 3         | Болгатовская волость      |
| 358 | Подлипье         | деревня | 13        | Глубоковская волость      |
| 359 | Пожар            | деревня | 0         | Болгатовская волость      |
| 360 | Покровское       | деревня | 1         | Болгатовская волость      |
| 361 | Полеи            | деревня | 2         | Глубоковская волость      |
| 362 | Полетаево        | деревня | 0         | Пригородная волость       |
| 363 | Полехново        | деревня | 11        | Глубоковская волость      |
| 364 | Полихново        | деревня | 7         | Глубоковская волость      |
| 365 | Полукозырёво     | деревня | 15        | Варыгинская волость       |
| 366 | Попки            | деревня | 0         | Варыгинская волость       |
| 367 | Попова Гора      | деревня | 21        | Болгатовская волость      |
| 368 | Попцово          | деревня | 3         | Варыгинская волость       |
| 369 | Порядино         | деревня | 3         | Варыгинская волость       |
| 370 | Посадниково      | деревня | 0         | Пригородная волость       |
| 371 | Посихново        | деревня | 37        | Глубоковская волость      |
| 372 | Похомово         | деревня | 16        | Глубоковская волость      |
| 373 | Пошивалово       | деревня | 8         | Глубоковская волость      |
| 374 | Приозёрный       | посёлок | 214       | Варыгинская волость       |
| 375 | Притчи           | деревня | 15        | Глубоковская волость      |
| 376 | Проведищи        | деревня | 5         | Глубоковская волость      |
| 377 | Пружки           | деревня | 2         | Пригородная волость       |
| 378 | Пузакино         | деревня | 14        | Болгатовская волость      |
| 379 | Пузырьково       | деревня | 0         | Болгатовская волость      |
| 380 | Пуршево          | деревня | 19        | Варыгинская волость       |
| 381 | Пухлы            | деревня | 15        | Глубоковская волость      |
| 382 | Пьяново          | деревня | 5         | Глубоковская волость      |
| 383 | Пятницино        | деревня | 7         | Глубоковская волость      |
| 384 | Разувайка        | деревня | 176       | Пригородная волость       |
| 385 | Ракитино         | деревня | 0         | Пригородная волость       |
| 386 | Раково           | деревня | 18        | Болгатовская волость      |
| 387 | Рассохи          | деревня | 0         | Глубоковская волость      |
| 388 | Ратово           | деревня | 2         | Варыгинская волость       |
| 389 | Решетниково      | деревня | 34        | Глубоковская волость      |
| 390 | Ржавки           | деревня | 0         | Глубоковская волость      |
| 391 | Ровный Бор       | деревня | 29        | Глубоковская волость      |
| 392 | Рогаткино        | деревня | 1         | Пригородная волость       |
| 393 | Роги             | деревня | 17        | Пригородная волость       |
| 394 | Рожново          | деревня | 11        | Глубоковская волость      |
| 395 | Рубаново         | деревня | 0         | Пригородная волость       |
| 396 | Рублёвка         | деревня | 41        | Пригородная волость       |
| 397 | Рубы             | деревня | 16        | Глубоковская волость      |
| 398 | Руднихино        | деревня | 2         | Глубоковская волость      |
| 399 | Рупосы           | деревня | 12        | Глубоковская волость      |
| 400 | Русиново         | деревня | 1         | Болгатовская волость      |
| 401 | Ручкино          | деревня | 2         | Болгатовская волость      |
| 402 | Рыгозы           | деревня | 3         | Глубоковская волость      |
| 403 | Рыково           | деревня | 0         | Глубоковская волость      |
| 404 | Рябинино         | деревня | 0         | Варыгинская волость       |
| 405 | Рясино           | деревня | 34        | Глубоковская волость      |
| 406 | Сазоново         | деревня | 2         | Глубоковская волость      |
| 407 | Сакирино         | деревня | 14        | Варыгинская волость       |
| 408 | Салпа            | деревня | 1         | Варыгинская волость       |
| 409 | Самсониха        | деревня | 0         | Глубоковская волость      |
| 410 | Самулино         | деревня | 0         | Варыгинская волость       |
| 411 | Сапроново        | деревня | 10        | Болгатовская волость      |
| 412 | Сапульки         | деревня | 0         | Болгатовская волость      |
| 413 | Свобода          | деревня | 0         | Глубоковская волость      |
| 414 | Седуниха         | деревня | 6         | Варыгинская волость       |
| 415 | Секачи           | деревня | 3         | Глубоковская волость      |
| 416 | Сенютино         | деревня | 12        | Пригородная волость       |
| 417 | Сергеево         | деревня | 2         | Болгатовская волость      |
| 418 | Сергейково       | деревня | 1         | Глубоковская волость      |
| 419 | Серено           | деревня | 1         | Пригородная волость       |
| 420 | Серово           | деревня | 4         | Варыгинская волость       |
| 421 | Серово           | деревня | 32        | Варыгинская волость       |
| 422 | Сидорово         | деревня | 0         | Пригородная волость       |
| 423 | Сидорово         | деревня | 0         | Варыгинская волость       |
| 424 | Сильники         | деревня | 0         | Пригородная волость       |
| 425 | Синцово          | деревня | 3         | Глубоковская волость      |
| 426 | Скоморохово      | деревня | 6         | Глубоковская волость      |
| 427 | Скурдино         | деревня | 24        | Пригородная волость       |
| 428 | Слизнево         | деревня | 5         | Болгатовская волость      |
| 429 | Сменово          | деревня | 16        | Болгатовская волость      |
| 430 | Смешово          | деревня | 2         | Глубоковская волость      |
| 431 | Соколово         | деревня | 4         | Пригородная волость       |
| 432 | Сорокино         | деревня | 10        | Глубоковская волость      |
| 433 | Сосновка         | деревня | 49        | Болгатовская волость      |
| 434 | Спрыгали         | деревня | 3         | Пригородная волость       |
| 435 | Старино          | деревня | 0         | Варыгинская волость       |
| 436 | Староселье       | деревня | 0         | Болгатовская волость      |
| 437 | Степаньково      | деревня | 1         | Глубоковская волость      |
| 438 | Столбово         | деревня | 2         | Глубоковская волость      |
| 439 | Столбово         | деревня | 19        | Глубоковская волость      |
| 440 | Стрелено         | деревня | 0         | Глубоковская волость      |
| 441 | Стриженец        | деревня | 2         | Глубоковская волость      |
| 442 | Ступино          | деревня | 1         | Болгатовская волость      |
| 443 | Сумароково       | деревня | 5         | Пригородная волость       |
| 444 | Сурни            | деревня | 2         | Глубоковская волость      |
| 445 | Суртово          | деревня | 1         | Пригородная волость       |
| 446 | Сухоруково       | деревня | 0         | Глубоковская волость      |
| 447 | Сущево           | деревня | 0         | Глубоковская волость      |
| 448 | Сырохново        | деревня | 13        | Варыгинская волость       |
| 449 | Тарасёнки        | деревня | 4         | Варыгинская волость       |
| 450 | Тараскино        | деревня | 1         | Глубоковская волость      |
| 451 | Тарасово         | деревня | 0         | Болгатовская волость      |
| 452 | Тарасово         | деревня | 5         | Глубоковская волость      |
| 453 | Теребени         | деревня | 59        | Болгатовская волость      |
| 454 | Терехи           | деревня | 39        | Глубоковская волость      |
| 455 | Терехово         | деревня | 0         | Глубоковская волость      |
| 456 | Тиханово         | деревня | 1         | Варыгинская волость       |
| 457 | Тишково          | деревня | 1         | Болгатовская волость      |
| 458 | Тишново          | деревня | 0         | Глубоковская волость      |
| 459 | Тоболино         | деревня | 5         | Пригородная волость       |
| 460 | Торопцево        | деревня | 2         | Глубоковская волость      |
| 461 | Траньки          | деревня | 7         | Глубоковская волость      |
| 462 | Тригузово        | деревня | 15        | Варыгинская волость       |
| 463 | Трубичино        | деревня | 8         | Пригородная волость       |
| 464 | Тряпы            | деревня | 2         | Варыгинская волость       |
| 465 | Тулаи            | деревня | 0         | Глубоковская волость      |
| 466 | Уварово          | деревня | 14        | Пригородная волость       |
| 467 | Удриха           | деревня | 1         | Болгатовская волость      |
| 468 | Ульяново         | деревня | 4         | Болгатовская волость      |
| 469 | Федорково        | деревня | 0         | Болгатовская волость      |
| 470 | Федорково        | деревня | 3         | Глубоковская волость      |
| 471 | Фёдоровское      | деревня | 15        | Варыгинская волость       |
| 472 | Федосково        | деревня | 1         | Болгатовская волость      |
| 473 | Федосово         | деревня | 0         | Болгатовская волость      |
| 474 | Федькино         | деревня | 1         | Глубоковская волость      |
| 475 | Филево           | деревня | 3         | Глубоковская волость      |
| 476 | Филистово        | деревня | 3         | Глубоковская волость      |
| 477 | Фомкино          | деревня | 1         | Болгатовская волость      |
| 478 | Фронино          | деревня | 10        | Пригородная волость       |
| 479 | Ханево           | деревня | 5         | Глубоковская волость      |
| 480 | Харино           | деревня | 0         | Глубоковская волость      |
| 481 | Харитоново       | деревня | 0         | Глубоковская волость      |
| 482 | Хопалово         | деревня | 8         | Глубоковская волость      |
| 483 | Хохулино         | деревня | 1         | Варыгинская волость       |
| 484 | Хренево          | деревня | 3         | Глубоковская волость      |
| 485 | Хрулево          | деревня | 1         | Глубоковская волость      |
| 486 | Церковное        | деревня | 2         | Болгатовская волость      |
| 487 | Церковное        | деревня | 6         | Глубоковская волость      |
| 488 | Черепяги         | деревня | 0         | Глубоковская волость      |
| 489 | Черногузово      | деревня | 2         | Болгатовская волость      |
| 490 | Чушково          | деревня | 9         | Болгатовская волость      |
| 491 | Шаблавино        | деревня | 5         | Глубоковская волость      |
| 492 | Шагино           | деревня | 4         | Болгатовская волость      |
| 493 | Шапкино          | деревня | 6         | Болгатовская волость      |
| 494 | Швецово          | деревня | 0         | Пригородная волость       |
| 495 | Шейкино          | деревня | 0         | Глубоковская волость      |
| 496 | Шелково          | деревня | 0         | Глубоковская волость      |
| 497 | Шелухи           | деревня | 0         | Глубоковская волость      |
| 498 | Шерехово         | деревня | 4         | Глубоковская волость      |
| 499 | Шестниково       | деревня | 12        | Болгатовская волость      |
| 500 | Шибаново         | деревня | 0         | Варыгинская волость       |
| 501 | Шильское         | деревня | 2         | Пригородная волость       |
| 502 | Шишкино          | деревня | 0         | Варыгинская волость       |
| 503 | Шишово           | деревня | 3         | Глубоковская волость      |
| 504 | Шкелево          | деревня | 1         | Пригородная волость       |
| 505 | Шлёпиха          | деревня | 12        | Варыгинская волость       |
| 506 | Шопорево         | деревня | 9         | Глубоковская волость      |
| 507 | Шурупово         | деревня | 15        | Варыгинская волость       |
| 508 | Шуры             | деревня | 5         | Глубоковская волость      |
| 509 | Щемелинки        | деревня | 0         | Глубоковская волость      |
| 510 | Щербы            | деревня | 0         | Пригородная волость       |
| 511 | Щибирево         | деревня | 11        | Глубоковская волость      |
| 512 | Юрино            | деревня | 0         | Болгатовская волость      |
| 513 | Юрчаты           | деревня | 0         | Пригородная волость       |
| 514 | Юрьево           | деревня | 6         | Глубоковская волость      |
| 515 | Юхново           | деревня | 11        | Пригородная волость       |
| 516 | Языково          | деревня | 4         | Пригородная волость       |
| 517 | Якушево          | деревня | 2         | Болгатовская волость      |
| 518 | Ярцево           | деревня | 0         | Глубоковская волость      |
| 519 | Ястребово        | деревня | 4         | Глубоковская волость      |
| 520 | Ястребово        | деревня | 25        | Пригородная волость       |

## Муниципально-территориальное устройство

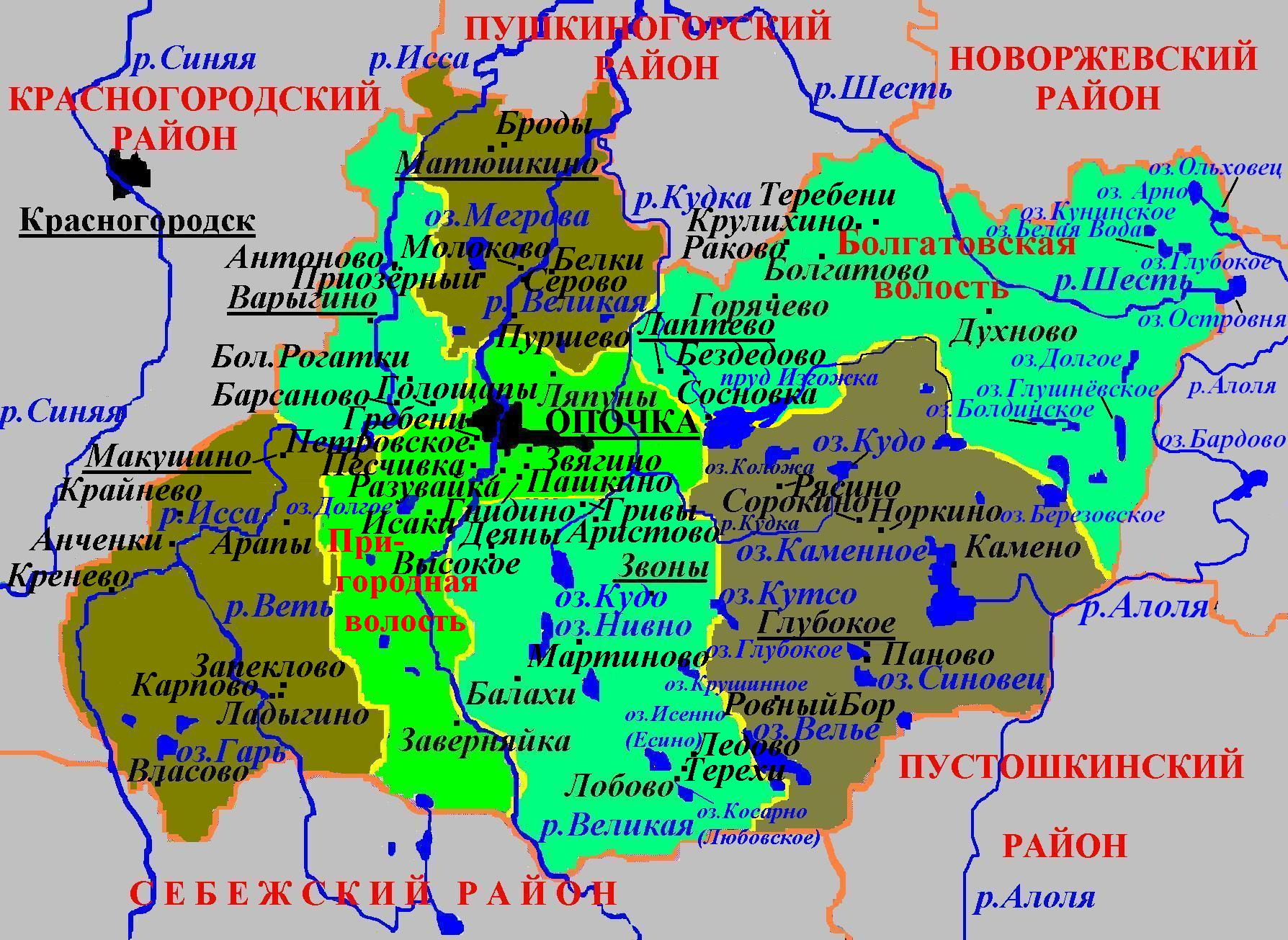
Административное деление Опочецкого района в 2010—2015 гг.

С апреля 2015 года в состав Опочецкого района входят 5 муниципальных образований, в том числе: 1 городское и 4 сельских поселения (волости):
| № | Муниципальное образование | Статус МО | Административный центр | Количество населённых пунктов | Население | Площадь, км² |
| - | ------------------------- | --------- | ---------------------- | ----------------------------- | --------- | ------------ |
| 1 | Опочка                    | ГП        | город Опочка           | 1                             | ↗9928     | 16,8         |
| 2 | Болгатовская волость      | СП        | деревня Лаптево        | 97                            | ↗1023     | 451,0        |
| 3 | Варыгинская волость       | СП        | деревня Варыгино       | 87                            | ↘1082     | 299,0        |
| 4 | Глубоковская волость      | СП        | деревня Звоны          | 217                           | ↗1569     | 737,1        |
| 5 | Пригородная волость       | СП        | город Опочка           | 118                           | ↘2090     | 525,0        |

### История административного деления
С 1995 до 2005 года район включал 13 волостей, объединявших 519 сельских населённых пунктов:
1. Болгатовская  — 29;
2. Варыгинская  — 39;
3. Глубоковская  — 43;
4. Духновская  — 41;
5. Звонская  — 47;
6. Краснооктябрьская — 42;
7. Ладыгинская  — 14;
8. Лобовская  — 32;
9. Любимовская  — 27;
10. Матюшкинская  — 48;
11. Норкинская  — 52;
12. Петровская  — 47;
13. Пригородная  — 57.

С 2005 до 2010 годов в составе Опочецкого муниципального района было 9 муниципальных образований, в том числе 1 городское поселение (город) и 8 сельских поселений (волостей).
Муниципальные образования в 2005—2010 гг.
| № | Муниципальное образование | Статус МО | Административный центр |
| - | ------------------------- | --------- | ---------------------- |
| 1 | Опочка                    | ГП        | город Опочка           |
| 2 | Пригородная волость       | СП        | город Опочка           |
| 3 | Глубоковская волость      | СП        | деревня Глубокое       |
| 4 | Матюшкинская волость      | СП        | деревня Матюшкино      |
| 5 | Макушинская волость       | СП        | деревня Макушино       |
| 6 | Варыгинская волость       | СП        | деревня Варыгино       |
| 7 | Болгатовская волость      | СП        | деревня Лаптево        |
| 8 | Звонская волость          | СП        | деревня Звоны          |
| 9 | Духновская волость        | СП        | деревня Духново        |

После объединения двух волостей (Болгатовской (д. Лаптево) с Духновской) с 2010 до 2015 года в районе выделялось 8 муниципальных образований, в том числе 1 городское поселение (город) и 7 сельских поселений (волостей).
Муниципальные образования в 2010—2015 гг.
| № | Муниципальное образование | Статус МО | Население, 14.10.2010 чел. | Население, 01.01.2015 чел. | Административный центр |
| - | ------------------------- | --------- | -------------------------- | -------------------------- | ---------------------- |
| 1 | Опочка                    | ГП        | 11603                      | 10488                      | город Опочка           |
| 2 | Пригородная волость       | СП        | 1829                       | 1767                       | город Опочка           |
| 3 | Глубоковская волость      | СП        | 764                        | 599                        | деревня Глубокое       |
| 4 | Матюшкинская волость      | СП        | 760                        | 684                        | деревня Матюшкино      |
| 5 | Макушинская волость       | СП        | 656                        | 589                        | деревня Макушино       |
| 6 | Варыгинская волость       | СП        | 640                        | 576                        | деревня Варыгино       |
| 7 | Болгатовская волость      | СП        | 1164                       | 1114                       | деревня Лаптево        |
| 8 | Звонская волость          | СП        | 1257                       | 1143                       | деревня Звоны          |

Законом Псковской области от 30 марта 2015 года в состав Глубоковской волости была включена упразднённая Звонская волость с переносом административного центра в деревню Звоны; также в состав Варыгинской волости вошла упразднённая Матюшкинская волость; а в состав Пригородной волости — упразднённая Макушинская волость.

## История
Опочецкий район образован в составе Псковского округа Ленинградской области постановлением Президиума ВЦИК от 1 августа 1927 года одновременно с образованием округа и области. В состав района вошли полностью Опочецкая волость и частично Велейская и Еженская волости упразднённых этим же постановлением Опочецкого уезда Псковской губернии. Первоначально район был разделён на 22 сельсовета: Барабановский (Барабанский), Варыгинский, Водобегский, Высоковский, Глубоковский, Гривский, Звонский, Исский, Каменский, Каресельский (Коресельский), Колыхновский, Крулихинский, Кудкинский, Лобовский, Любимовский, Матвеевский, Матюшкинский, Новосельский, Петровский, Полеевский (Палеевский), Пригородный, Рясинский.
Постановлением ЦИК и СНК СССР от 23 июля 1930 года округа были упразднены, и район стал непосредственно подчиняться областным органам.
Постановлением Президиума ВЦИК от 1 января 1932 года в состав Опочецкого района были включены Александровский, Вольный, Гавровский, Горшановский, Граинский, Мозулёвский, Мызинский, Нечаевский, Ночевский, Пограничный, Поддубновский, Покровский сельсоветы одновременно упразднённого Красногородского района. Исский сельсовет Опочецкого района передан в состав Пушкинского района.
В 1932—1933 годах Мызенский сельсовет переименован в Красногородский, Колыхновский — в Краснооктябрьский.
В 1934 году Вольный сельсовет упразднён, его населённые пункты переданы в состав Мозулёвского сельсовета.
Постановлением Президиума ВЦИК от 29 января 1935 года образована Калининская область, и Опочецкий район был включён в её состав.
Постановлением Президиума ВЦИК от 5 февраля 1935 года в составе Калининской области образован Великолукский округ, и Опочецкий район был включён в его состав.
Постановлением Президиума ВЦИК от 5 марта 1935 года Александровский, Гавровский, Горшановский, Граинский, Мозулёвский, Ночевский, Пограничный, Поддубновский, Покровский сельсоветы переданы в состав одновременно образованного Красногородского района.
В 1936 году образованы Высоцкий, Каленидовский, Липецкий, Лоскутовский сельсоветы.
Постановлением Президиума ВЦИК от 11 мая 1937 года на части территории Великолукского округа образован Опочецкий пограничный округ, в состав которого вошёл и Опочецкий район.
Указом Президиума Верховного Совета РСФСР от 5 февраля 1941 года Опочецкий округ был упразднён, и Опочецкий район был непосредственно подчинён областным органам.
С июля 1941 года по июль 1944 года территория Опочецкого района находилась под оккупацией Гитлеровской Германии.
Указом Президиума Верховного Совета СССР от 22 августа 1944 года образована Великолукская область, и Опочецкий район был включён в её состав.
Указом Президиума Верховного Совета РСФСР от 16 июня 1954 года упразднены сельсоветы: а) Липецкий, б) Матвеевский (присоединены к Новосельскому), в) Каресельский (присоединён к Краснооктябрьскому), г) Полеевский (присоединён к Лобовскому), д) Водобегский (присоединён к Глубоковскому), е) Рясинский, ж) Кудкинский, з) Каленидовский (присоединены к Любимовскому), и) Высоцкий (присоединён к Крулихинскому), к) Варыгинский (присоединён к Матюшкинскому), л) Гривский (присоединён к Высоковскому).
Указом Президиума Верховного Совета РСФСР от 2 октября 1957 года Великолукская область была упразднена. Опочецкий район был передан в состав Псковской области.
Указом Президиума Верховного Совета РСФСР от 14 января 1958 года в состав Опочецкого района включены Кунинский, Духновский сельсоветы и часть Бардовского сельсовета (включённая в состав Духновского сельсовета) одновременно упразднённого Кудеверского района.
Решением Псковского облисполкома № 383 от 26 октября 1959 года упразднены сельсоветы: а) Каменский (присоединён к Глубоковскому), б) Кунинский (присоединён к Духновскому), в) Барабановский (присоединён к Матюшкинскому), г) Лоскутовский (присоединён к Пригородному).
Решением Псковского облисполкома № 436 от 3 декабря 1959 года упразднён Высоковский сельсовет, его населённые пункты переданы в состав Звонского и Краснооктябрьского сельсоветов.
Указом Президиума Верховного Совета РСФСР от 1 февраля 1963 года в состав Опочецкого района включены Гавровский, Граинский, Заутроенский, Красногородский, Партизанский, Пограничный, Покровский и Скадинский сельсоветы упразднённого Красногородского района и Полянский сельсовет упразднённого Пушкиногорского района. Опочецкий район преобразован в Опочецкий сельский район, город Опочка передан в состав Островского промышленного района.
Указом Президиума Верховного Совета РСФСР от 12 января 1965 года Опочецкий сельский район преобразован в район и город Опочка включён в его состав. Гавровский, Заустроенский и Скадовский сельсоветы переданы в состав одновременно образованного Пыталовского района.
Указом Президиума Верховного Совета РСФСР от 30 декабря 1966 года Граинский, Красногородский, Партизанский, Пограничный и Покровский сельсоветы переданы во вновь образованный Красногородский район, Полянский сельсовет — во вновь образованный Пушкиногорский район.
Решением Псковского облисполкома № 129 от 26 марта 1968 года образован Норкинский сельсовет из части территорий Глубоковского и Любимовского сельсоветов.
Решением Псковского облисполкома № 419 от 26 октября 1971 года Крулихинский сельсовет переименован в Болгатовский сельсовет, в связи с переносом его центра в деревню Болгатово.
Решением Псковского облисполкома № 244 от 30 мая 1972 года Новосельский сельсовет переименован в Ладыгинский, в связи с переносом его центра в деревню Ладыгино.
Решением Псковского облисполкома № 42 от 28 января 1976 года образован Варыгинский сельсовет из части территорий Матюшкинского и Пригородного сельсоветов.
Постановлением Псковского областного Собрания депутатов от 26 января 1995 года сельсоветы Опочецкого района, как и всей области, стали называться волостями.

## Власть
В марте 2009 года главой администрации Опочецкого района стал Васильев Петр Михайлович (р.1958), уроженец деревни Тоболино Опочецкого района.
Председателем четвёртого созыва Собрания депутатов Опочецкого района, состоящего из 15 депутатов, была избрана Дмитриева Галина Алексеевна (р.1952). Срок полномочий четвёртого созыва Собрания депутатов начался в 2007 и закончится в 2012 году.

## Экономика
Малая Шильская ГЭС мощностью 1,52 МВт, принадлежащая Тверьэнергосбыту